# Jhonny Perozo
Jhonny Perozo (Ciudad Ojeda, 28 de abril de 1985 - Lagunillas, 25 de mayo de 2014) fue un futbolista venezolano que jugaba en la demarcación de defensa.

## Biografía
En 2005, cuando contaba con 20 años, debutó como futbolista con el Tucanes de Amazonas FC. Justo un año después fichó por el Atlético Zulia FC por dos temporadas. En 2008 se hizo con sus servicios el Carabobo FC hasta 2012, momento en el que fichó por el Zulia FC, último club en el que jugó como futbolista.

## Asesinato
El 25 de mayo de 2014 fue tiroteado junto a un amigo suyo en la ciudad de Lagunillas, posterior a una discusión con otra persona, en un centro de ocio. Posterior a la discusión, el agresor regresó con una pistola y le disparó a Perozo el cual recibió tres tiros muriendo instantáneamente y su amigo falleció cuando era trasladado a un hospital. Falleció a los 29 años.

## Clubes
| Club                   | País      | Año         |
| ---------------------- | --------- | ----------- |
| Tucanes de Amazonas FC | Venezuela | 2005 - 2006 |
| Atlético Zulia FC      | Venezuela | 2006 - 2008 |
| Carabobo FC            | Venezuela | 2008 - 2012 |
| Zulia FC               | Venezuela | 2012 - 2013 |